# Сади-Кольонія
Сади-Кольонія (пол. Sady-Kolonia) — село в Польщі, у гміні Кльвув Пшисуського повіту Мазовецького воєводства.
Населення — 169 осіб (2011).
У 1975-1998 роках село належало до Радомського воєводства.

## Демографія
Демографічна структура станом на 31 березня 2011 року:
|          | Загалом | Допрацездатний вік | Працездатний вік | Постпрацездатний вік |
| -------- | ------- | ------------------ | ---------------- | -------------------- |
| Чоловіки | 80      | 21                 | 48               | 11                   |
| Жінки    | 89      | 23                 | 43               | 23                   |
| Разом    | 169     | 44                 | 91               | 34                   |